# Ronald A. Edmonds
Ronald Allen Edmonds (16. června 1946 – 31. května 2024) byl americký fotoreportér, který v roce 1982 získal Pulitzerovu cenu za reportáž o pokusu o atentát na život prezidenta Ronalda Reagana.

## Životopis
Edmonds se narodil v Richmondu v Kalifornii 16. června 1946. Fotografoval každého prezidenta Spojených států od Richarda Nixona po prezidenta Baracka Obamu. Mezi jeho úkoly patřilo dokumentovat summity světových vůdců, prezidentské inaugurace, starty raketoplánů, finálové zápasy Super Bowl, letní a zimní olympijské hry, politické závody a většinu republikánských a demokratických národních shromáždění od roku 1980. Jeho práce se objevily v publikacích po celém světě, včetně Time, Newsweek, Paris Match, Stern, Sports Illustrated, Life a People.

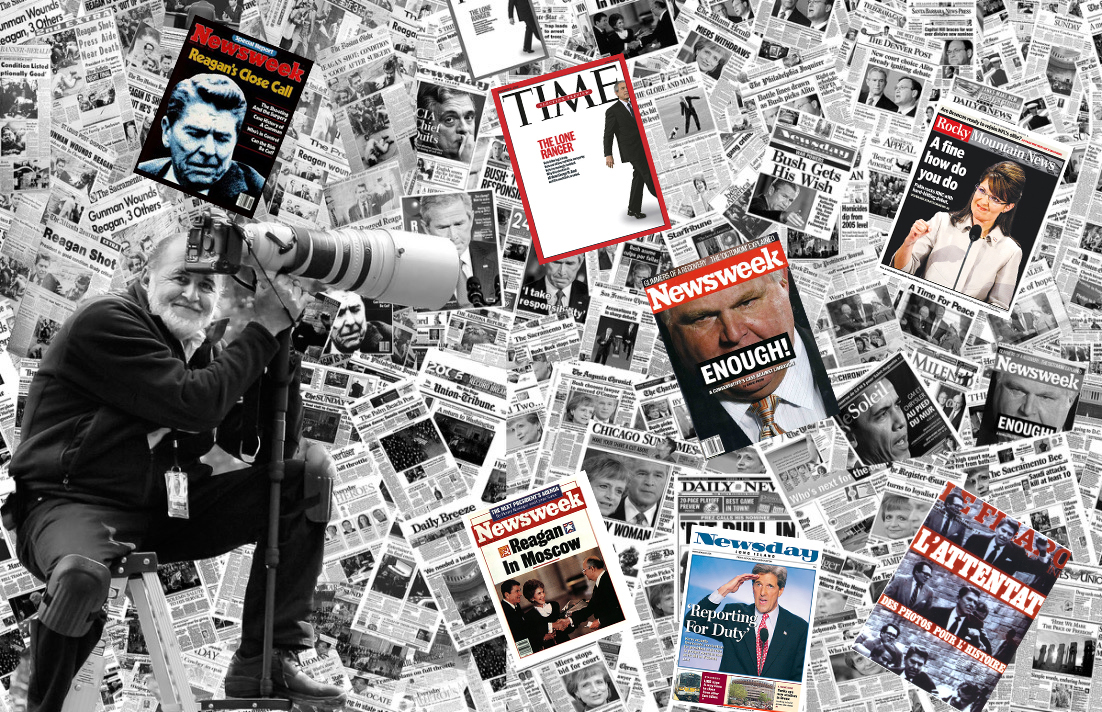
Jen některé obálky časopisů a novin, které Ron Edmonds pořídil během své kariéry

Svou první práci fotografa začal v Honolulu Star-Bulletin v Honolulu na Havaji v roce 1972. Po pěti letech byl povýšen na hlavního fotografa a cestoval po celém Pacifiku včetně Americké Samoy, Havajských ostrovů, Midway a Wake, dokumentoval úkoly, které zahrnovaly návštěvu císaře Hirohita, celosvětový televizní koncert Elvise Presleyho a návrat válečných zajatců z Vietnamu přes atol Wake.

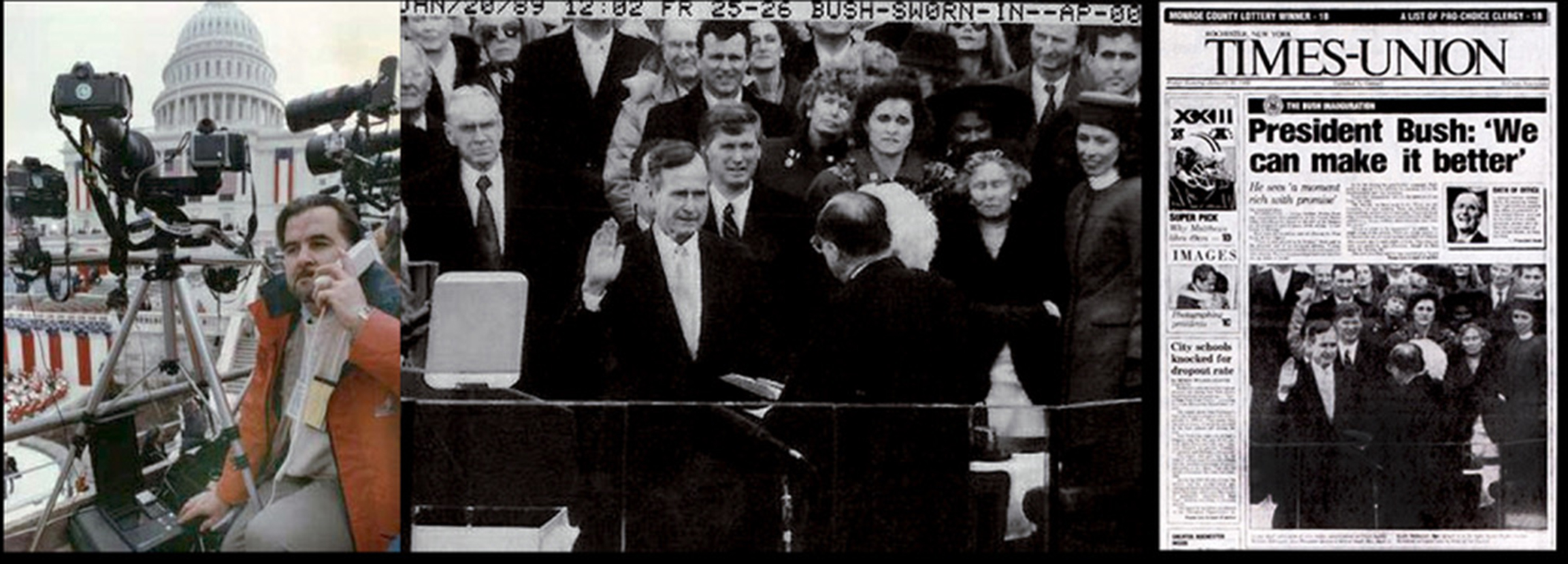
První použití elektronické fotografie

Edmonds nastoupil do United Press International v roce 1978 jako manažer Newspicture Bureau v Sacramentu v Kalifornii. Mezi jeho úkoly pro UPI patřily zimní olympijské hry, play-off NBA, finále basketbalové NCAA a prezidentské kampaně včetně prezidentské kampaně Ronalda Reagana a inaugurace v roce 1980.
Edmonds nastoupil do Associated Press ve Washingtonu v roce 1981 a pracoval tam až do roku 2009, kdy odešel do důchodu jako hlavní fotograf AP v Bílém domě. Byl jedním z prvních průkopníků používání digitálních fotoaparátů ve zpravodajské fotografii, včetně použití experimentální elektronické fotografické kamery k přenosu prvních fotografií z inaugurace prezidenta George H. W. Bushe do novin po celém světě, čtyřicet sekund poté, co položil ruku na složení přísahy.
Edmonds zemřel ve Falls Church ve Virginii 31. května 2024 ve věku 77 let na zápal plic z bakteriální infekce. 

## Ocenění
V roce 1981 Edmonds získal Pulitzerovu cenu za fotografickou reportáž o pokusu o atentát na prezidenta Ronalda Reagana 30. března 1981. 
- Associated Press Managing Editors Award
- Velký diplom z World Press Awards
- Golden Eye Award, The World Press Association
- Cena Distinguished Service Award, Společnost profesionálních novinářů
- Národní cena headlinerů za zpravodajskou fotografii
- Ocenění od Asociace zpravodajských fotografů Bílého domu a Národní asociace novinářských fotografů